# Damias postexpansa
Damias postexpansa là một loài bướm đêm thuộc phân họ Arctiinae, họ Erebidae.